# Mix & Match
Mix & Match é o primeiro extended play do girl group sul-coreano Odd Eye Circle, sub-unidade de LOOΠΔ (Idalui Sonyeo; lit. "Garota do Mês"). Foi lançado em 21 de setembro de 2017, pela Blockberry Creative e distribuído por CJ E&M. O EP contém cinco faixas. A versão de re-lançamento dele, chamada Max & Match, foi lançada em 31 de outubro de 2017; contendo de oito a nove faixas, includindo três novas músicas, um remix de "Girl Front" e a versão em inglês de "LOONATIC" (inclusa apenas na versão limitada).

## Lançamento e promoções
Mix&Match foi lançado em 21 de setembro de 2017 juntamento com um videoclipe para a faixa-título, "Girl Front". As promoções começaram no programa da Mnet chamado M Countdown.
No dia do lançamento do álbum, Mix&Match conseguiu alcançar a posição 12 na categoria Pop do iTunes US e a posição 2 na categoria K-Pop da mesma parada e foi o primeiro lançamento do grupo a alcançar posição na Billboard.

## Faixas
Como descrito na página oficial do grupo no Facebook e também na descrição do videoclipe no Youtube:
A faixa introdutória expressa a identidade de ODD EYE CIRCLE. Garotas que já haviam lançado músicas solo se reuniram para cantar sob o nome de ‘ODD EYE CIRCLE’, contando que todos somos estranhos como pessoas.
Girl Front é a faixa-título do EP de Odd Eye Circle. Enquanto as outras garotas estavam agindo de forma passiva com seu paquera, sem poder contar seus sentimentos à pessoa que elas gostam, ODD EYE CIRCLE canta que o “amor não é para ser aguardado, é algo para ser procurado.” Essa música retrata o novo padrão de meninas chamando meninos para sair e expressando seu amor com dignidade. ‘Eclipse’ de Kim Lip, ‘Singing in the Rain’ de JinSoul e ‘Love Cherry Motion’ de Choerry mesclam-se nesta música para formar uma nova estrutura como metáfora das três luas (ODD) se unindo para formar um novo time.
LOONATIC é a faixa-título internacional e será lançada em inglês para os fãs que moram fora da Coreia. Esta música tem estilo dream pop, algo que nunca foi feito na Coreia e que satisfaz tanto fãs internacionais como locais.
A faixa Chaotic requer o máximo das habilidades vocais de cada integrante. Diz-se que caso qualquer membro de LOOΠΔ estivesse em outro girl group de k-pop, ela seria a vocalista principal. O objetivo desta faixa é demonstrar todo o potencial vocal de Kim Lip, JinSoul e Choerry. Tem uma pegada bastante cool e energética.
Enquanto LOOΠΔ 1/3 focou em representar as imagens clichês de jovens meninas, ODD EYE CIRCLE está criando sua forma original de música girl-crush em pop-tune. Elas colocam histórias de garotas como sendo mais importantes que histórias sobre garotos na faixa Starlight; história contada sob a luz das estrelas até que a manhã chegue.

### Max & Match
A faixa introdutória, "ADD", foi vista anteriormente de forma parcial no teaser "Reveal" de ODD EYE CIRCLE. Ela começa com uma atmosfera misteriosa, e então batidas eletrônicas são adicionadas.
"Sweet Crazy Love" é uma música que mistura acordes de R&B e dança de pop-tune, tentando transmitir uma imagem carismática, doce e elegante.
"Uncover" é outra faixa no estilo dream pop, assim como "LOONATIC", e demonstra a auto-confiança da potencialidade musical de LOOΠΔ.
O remix "ODD Front" combina "ODD" e "Girl Front", propiciando aos fãs uma maneira diferente de ouvir as faixas.
A versão em inglês de "LOONATIC" está disponível apenas na versão limitada do álbum e nas plataformas digitais como single.

## Videoclipes
O videoclipe de Girl Front foi lançado dia 21 de setembro juntamente com o EP. Nele, cenas de danças são intercaladas com cenas de uma história, onde as garotas exploram uma cidade para se encontrarem, mas acabam encontrando também réplicas de si mesmas; ficando implícito que o enredo envolve uma viagem no tempo.
No dia 31 de outubro, o videoclipe de Sweet Crazy Love foi lançado juntamente com o EP. Ele possui uma imagem mais obscura que "Girl Front", e a coreografia da música é mais provocante e com imagem mais forte de "girl crush".

## Lista de faixas
| N.º            | Título         | Letras                                          | Música                                | Arranjo                | Duração |  |
| 1.             | "ODD"          | G-High (MonoTree)                               | Ollipop, Hayley Aitken                | Ollipop, Hayley Aitken | 0:45    |  |
| 2.             | "Girl Front"   | Park Jiyeon, Hwang Hyun (MonoTree), Jaden Jeong | Ollipop, Hayley Aitken                | Ollipop, Hayley Aitken | 3:16    |  |
| 3.             | "LOONATIC"     | G-High (MonoTree), Yuseok Kim                   | G-High (MonoTree)                     | G-High (MonoTree)      | 3:00    |  |
| 4.             | "Chaotic"      | Artronic Waves, Safira.K, David Kater           | Artronic Waves, David Kater           | Artronic Waves         | 3:59    |  |
| 5.             | "Starlight"    | GDLO, Jiyeon Park                               | Sinhyeok, NOPARI (MonoTree), JJ Evans | NOPARI (MonoTree)      | 3:21    |  |
| Duração total: | Duração total: | Duração total:                                  | Duração total:                        | Duração total:         | 14:23   |  |

| Lista de faixas do re-lançamento "Max&Match" |                    |                                                                    |                                                 |                                                 |         |  |
| N.º                                          | Título             | Letras                                                             | Música                                          | Arranjo                                         | Duração |  |
| 1.                                           | "ADD"              |                                                                    | NOPARI (MonoTree), GDLO, Hwanghyeon (MonoTree)  | NOPARI (MonoTree), GDLO, Hwanghyeon (MonoTree)  | 1:04    |  |
| 2.                                           | "Sweet Crazy Love" | Park Jiyeon                                                        | Daniel Kim, Charlie Taft, G-High, Thomas Sardof | Daniel Kim, Charlie Taft, G-High, Thomas Sardof | 3:29    |  |
| 3.                                           | "Uncover"          | G-High                                                             | G-High                                          | G-High                                          | 3:21    |  |
| 4.                                           | "Girl Front"       | Park Jiyeon, Hwang Hyun (MonoTree), Jaden Jeong                    | Ollipop, Hayley Aitken                          | Ollipop, Hayley Aitken                          | 3:16    |  |
| 5.                                           | "LOONATIC"         | G-High (MonoTree), Yuseok Kim                                      | G-High (MonoTree)                               | G-High (MonoTree)                               | 3:00    |  |
| 6.                                           | "Chaotic"          | Artronic Waves, Safira.K, David Kater                              | Artronic Waves, David Kater                     | Artronic Waves                                  | 3:59    |  |
| 7.                                           | "Starlight"        | GDLO, Jiyeon Park                                                  | Sinhyeok, NOPARI (MonoTree), JJ Evans           | NOPARI (MonoTree)                               | 3:21    |  |
| 8.                                           | "ODD Front"        | G-High (MonoTree), Park Jiyeon, Hwang Hyun (MonoTree), Jaden Jeong |                                                 |                                                 | 3:45    |  |
| Duração total:                               | Duração total:     | Duração total:                                                     | Duração total:                                  | Duração total:                                  | 22:01   |  |

## Desempenho nas paradas

### Mix&Match
| Parada               | Posição | Vendas        |
| -------------------- | ------- | ------------- |
| Coreia do Sul (Gaon) | 16      | - KOR: 2,718+ |
| US World (Billboard) | 10      | - KOR: 2,718+ |

### Max&Match
| Parada               | Posição | Vendas        |
| -------------------- | ------- | ------------- |
| Coreia do Sul (Gaon) | 22      | - KOR: 2,124+ |
| US World (Billboard) | 11      | - KOR: 2,124+ |